# Carl-Wilhelm Dresler
Carl-Wilhelm Dresler  (* 5. September 1877 in Kreuztal; † 6. September 1971 in Eiserfeld) war ein deutscher Bergwerksdirektor und Industrieller.

## Familie
Carl-Wilhelm Dresler war der Sohn aus der Ehe des Industriellen und Reichstagsabgeordneten Heinrich Adolf Dresler und Clementina Klein. Er heiratete 1914 in Bonn die deutsch-US-amerikanische Fabrikantentochter Johanne Emilie Mathilde Greeff (* 7. September 1889 College Point, New York – † 27. November 1973 Eiserfeld). Aus der Ehe entstammten fünf Kinder.

## Leben
Nach seinem Abitur 1898 in Siegen absolvierte er ein Praktikum im Bergbau. Er studierte in Marburg und Berlin und leistete 1899 bis 1900 seinen Militärdienst im Kürassier-Regiment „von Driesen“ (Westfälisches) Nr. 4 der Preußischen Armee in Münster ab. Ab 1903 war er zunächst Hilfsarbeiter bei der Königlich-preußischen Berginspektion in Reden im Saarbezirk und später Betriebsleiter des Fettkohlenfeldes. 1907 wurde er zum Königlich-preußischen Bergassessor ernannt. Von 1907 bis 1911 war Dresler Inspektor beim Königlichen Bergamt in der Grube Reden. Von 1911 bis 1952 war er Bergwerksdirektor und Mitglied des Grubenvorstands der Eisenzecher Zug, einer Verbundgrube mit weit über 20 angeschlossenen Gruben und der tiefsten Grube im Siegerländer Erzrevier mit Hauptsitz in Eiserfeld. Des Weiteren von 1911 bis 1947 Direktor der Grube Grube Concordia und von 1930 bis 1947 der Grube Storch & Schöneberg in Gosenbach.
Dresler wurde 1957 zum Ehrenbürger der Gemeinde Eiserfeld (seit 1975: Siegen) ernannt. Er war Aufsichtsratsvorsitzender der Siegener Verzinkerei AG und weiterer Firmen, Vorsitzender des Siegerländer Heimat- und Geschichtsvereins (1935–1948) und Vorsitzender des Familienverbandes Dresler (1937–1962).
Dresler war von 1914 bis 1916 Soldat im Ersten Weltkrieg. Er war als Oberleutnant der Reserve im Kürassier-Regiment Nr. 4 Teilnehmer in Flandern sowie Polen und als Hauptmann sowie Kompaniechef des Westpreußischen Infanterie-Regiment Nr. 149 in den Karpaten und des Reserve-Jäger-Bataillon Nr. 23 in Flandern. Er war zuletzt Rittmeister der Reserve. Er wurde mit dem Eisernen Kreuz (II. Klasse; 1914) ausgezeichnet.